# Sabine Bergmann-Pohl
Pour les articles homonymes, voir Bergmann et Pohl.
 (mars 2025).
Si vous disposez d'ouvrages ou d'articles de référence ou si vous connaissez des sites web de qualité traitant du thème abordé ici, merci de compléter l'article en donnant les références utiles à sa vérifiabilité et en les liant à la section « Notes et références ».
Sabine Bergmann-Pohl, née le 20 avril 1946 à Eisenach, est une femme politique allemande, membre de la CDU. Elle est le dernier chef d'État de la RDA, en 1990.

## Biographie

### Enfance, études et carrière de médecin
Sabine Bergmann-Pohl naît à Eisenach. Après avoir terminé ses études secondaires en 1964, elle est admise à l'université et s'inscrit à un stage de deux ans à l'Institut de médecine légale, à l'université Humboldt, à Berlin. En 1966, elle commence à étudier la médecine et est diplômée en 1972. À partir de 1979, elle travaille comme médecin spécialiste des poumons. En 1980, elle obtient un doctorat en médecine.
De 1980 à 1985, elle est directrice médicale du département pour les maladies pulmonaires et la tuberculose de la polyclinique Berlin-Friedrichshain. De 1985 à 1990, elle est directrice médicale du bureau de district pour les maladies du poumon et la tuberculose de Berlin-Est. Depuis 1990, elle dirige l'Association des Personnes handicapées en Allemagne (ABID eV) et de 2003 à 2012, elle est présidente de la Croix-Rouge de Berlin. En outre, depuis 2003, elle est membre du présidium de la Fédération internationale, et depuis 2007 sa vice-présidente.

### Carrière politique

#### Sous la RDA
Elle rejoint la CDU d'Allemagne de l'Est en 1981. En 1987, elle est élue au conseil municipal de Berlin. Après les élections législatives de mars 1990, elle devient le 5 avril suivant, députée et est élue présidente de la Chambre du peuple (Volkskammer) et, le Conseil d'État de la RDA étant aboli, chef de l'État d'Allemagne de l'Est. Elle est alors la première et la seule femme à accéder à ces deux postes.

#### Sous l'Allemagne réunifiée
Après la réunification, elle devient membre du Bundestag et, comme d'autres membres influents du dernier gouvernement de la RDA (le cabinet de Maizière), est également nommée auprès du ministère fédéral des affaires spéciales, au sein du cabinet du chancelier Helmut Kohl. Elle est ministre fédérale des Affaires spéciales de 1990 à 1991, et sous-secrétaire d'État à la santé entre 1991 et 1998. Après la défaite de son parti aux élections de 1998, elle quitte le gouvernement le 26 octobre 1998, mais reste députée au Bundestag jusqu'en 2002.

### Retraite
Elle prend sa retraite en septembre 2002. Ses mémoires, Eine Frau an der Macht (« Une femme au pouvoir ») paraissent le 4 avril 2011. Elle y explique qu'elle a toujours admiré son pays et qu'elle a milité en faveur de la réunification lorsqu'elle fut à la tête de la RDA.

## Vie privée
Sabine Bergmann-Pohl est mariée et mère de deux enfants. Elle est de religion protestante.

## Ouvrages
- Häufigkeit anamnestisch-klinischer Befunde chronisch obstruktiver Lungenerkrankungen im Kindesalter, ihre Beziehung zur Lungenfunktion und Ermittlung der Referenzwerte für die Ventilations- und Verteilungsparameter am Pneumotestgerät. Ergebnisse einer Schuluntersuchung. Dissertation Akademie für Ärztliche Fortbildung der DDR Berlin, 1981, Berlin-Karow 1976, 1981, 88 Bl., 17 graph. Darstellungen
- Abschied ohne Tränen. Rückblick auf das Jahr der Einheit. Aufgezeichnet von Dietrich von Thadden. Ullstein, Berlin - Frankfurt/Main 1991  (ISBN 3-550-07802-1)
- Herausgeberin mit Paul B. Wink: Podiumsdiskussion 1953 - 1989 Deutschland auf dem Weg zu Einheit und Freiheit aus Anlaß des 50. Jahrestages des Volksaufstandes in der DDR am 17. Juni 2003 in der Akademie der Konrad-Adenauer-Stiftung in Berlin, Konrad-Adenauer-Stiftung, Berlin 2004  (ISBN 3-937731-00-8)
- Herausgeberin mit Wilhelm Staudacher: « Der Schrei nach Freiheit ». Der Ungarn-Aufstand 1956, Konrad-Adenauer-Stiftung, Berlin 2007  (ISBN 978-3-939826-46-0)
- Eine Frau an der Macht. Memoiren. 2011, Konrad-Adenauer-Stiftung, Berlin 2007  (ISBN 978-4-939926-49-5)